# Beauvoir-en-Royans
Pour les articles homonymes, voir Beauvoir.
Beauvoir-en-Royans est une commune française située dans le département de l'Isère, en région Auvergne-Rhône-Alpes.
Située sur les rebords occidentaux du massif du Vercors dans la région naturelle du Royans, la commune fait partie de la communauté de communes de  Saint-Marcellin Vercors Isère Communauté.  Son territoire héberge les ruines du château delphinal de Beauvoir et du musée des Dauphins.
Ses habitants sont dénommés les Belvérois.

## Géographie

### Situation et description
Beauvoir-en-Royans est située dans le Sud-Est de la France, à mi-chemin entre les agglomérations de Grenoble et de Valence soit à 50 km de chacune de ces deux agglomérations, à proximité de la vallée de l'Isère qu'il domine, dans la région naturelle du Royans.

### Communes limitrophes
Le territoire de Beauvoir-en-Royans est bordé par quatre communes.
| Saint-Sauveur |                    | Saint-Pierre-de-Chérennes |
|               | Beauvoir-en-Royans |                           |
| Saint-Romans  |                    | Presles                   |

### Climat
Pour des articles plus généraux, voir Climat d'Auvergne-Rhône-Alpes et Climat de l'Isère.
En 2010, le climat de la commune est de type climat océanique altéré, selon une étude du Centre national de la recherche scientifique s'appuyant sur une série de données couvrant la période 1971-2000. En 2020, Météo-France publie une typologie des climats de la France métropolitaine dans laquelle la commune est exposée à un climat de montagne ou de marges de montagne et est dans la région climatique Alpes du nord, caractérisée par une pluviométrie annuelle de 1 200 à 1 500 mm, irrégulièrement répartie en été.
Pour la période 1971-2000, la température annuelle moyenne est de 12,3 °C, avec une amplitude thermique annuelle de 18 °C. Le cumul annuel moyen de précipitations est de 1 092 mm, avec 9,1 jours de précipitations en janvier et 6,4 jours en juillet. Pour la période 1991-2020, la température moyenne annuelle observée sur la station météorologique de Météo-France la plus proche, « Chatte_sapc », sur la commune de Chatte à 5 km à vol d'oiseau, est de 12,0 °C et le cumul annuel moyen de précipitations est de 967,8 mm,. Pour l'avenir, les paramètres climatiques de la commune estimés pour 2050 selon différents scénarios d'émission de gaz à effet de serre sont consultables sur un site dédié publié par Météo-France en novembre 2022.

### Hydrographie
Le principal cours d'eau de la commune est l'Isère, un des principaux affluents du Rhône. Son cours est situé à la limite occidentale du territoire de Beauvoir-en-Royans. La basse vallée aux bordures nettes où se trouve la commune porte le nom de sud-Grésivaudan.
Le ruisseau des Cormes, affluent de l'Isère, sépare le territoire de Beauvoir-en-Royans de celui de sa voisine Saint-Pierre-de-Chérennes.

### Voies de communication et transport

#### Voies routières
- L'autoroute A49 permet un accès rapide au village depuis Grenoble ou Valence, grâce à un échangeur situé à 5 km au nord-ouest du territoire communal

 9 Saint-Marcellin
- La RD532 ou « RN 532 » est une ancienne route nationale française, déclassé en route départementale (RD 1532) . Celle-ci permet de relier Saint-Péray (Ardèche) à Grenoble (Isère) et traverse le territoire communal dans sa partie nord.

#### Transport
La gare ferroviaire la plus proche est la gare de Saint-Marcellin, laquelle est desservie par les trains TER Auvergne-Rhône-Alpes reliant Valence-Ville à  Genève-Cornavin, Grenoble et Chambéry-Challes-les-Eaux.

## Urbanisme

### Typologie
Au 1er janvier 2024, Beauvoir-en-Royans est catégorisée bourg rural, selon la nouvelle grille communale de densité à sept niveaux définie par l'Insee en 2022.
Elle est située hors unité urbaine. Par ailleurs la commune fait partie de l'aire d'attraction de Grenoble, dont elle est une commune de la couronne,. Cette aire, qui regroupe 204 communes, est catégorisée dans les aires de 700 000 habitants ou plus (hors Paris),.

### Occupation des sols
L'occupation des sols de la commune, telle qu'elle ressort de la base de données européenne d’occupation biophysique des sols Corine Land Cover (CLC), est marquée par l'importance des forêts et milieux semi-naturels (56,8 % en 2018), une proportion identique à celle de 1990 (56,8 %). La répartition détaillée en 2018 est la suivante : 
forêts (56,8 %), cultures permanentes (25,3 %), prairies (14 %), eaux continentales (3,9 %). L'évolution de l’occupation des sols de la commune et de ses infrastructures peut être observée sur les différentes représentations cartographiques du territoire : la carte de Cassini (XVIIIe siècle), la carte d'état-major (1820-1866) et les cartes ou photos aériennes de l'IGN pour la période actuelle (1950 à aujourd'hui).

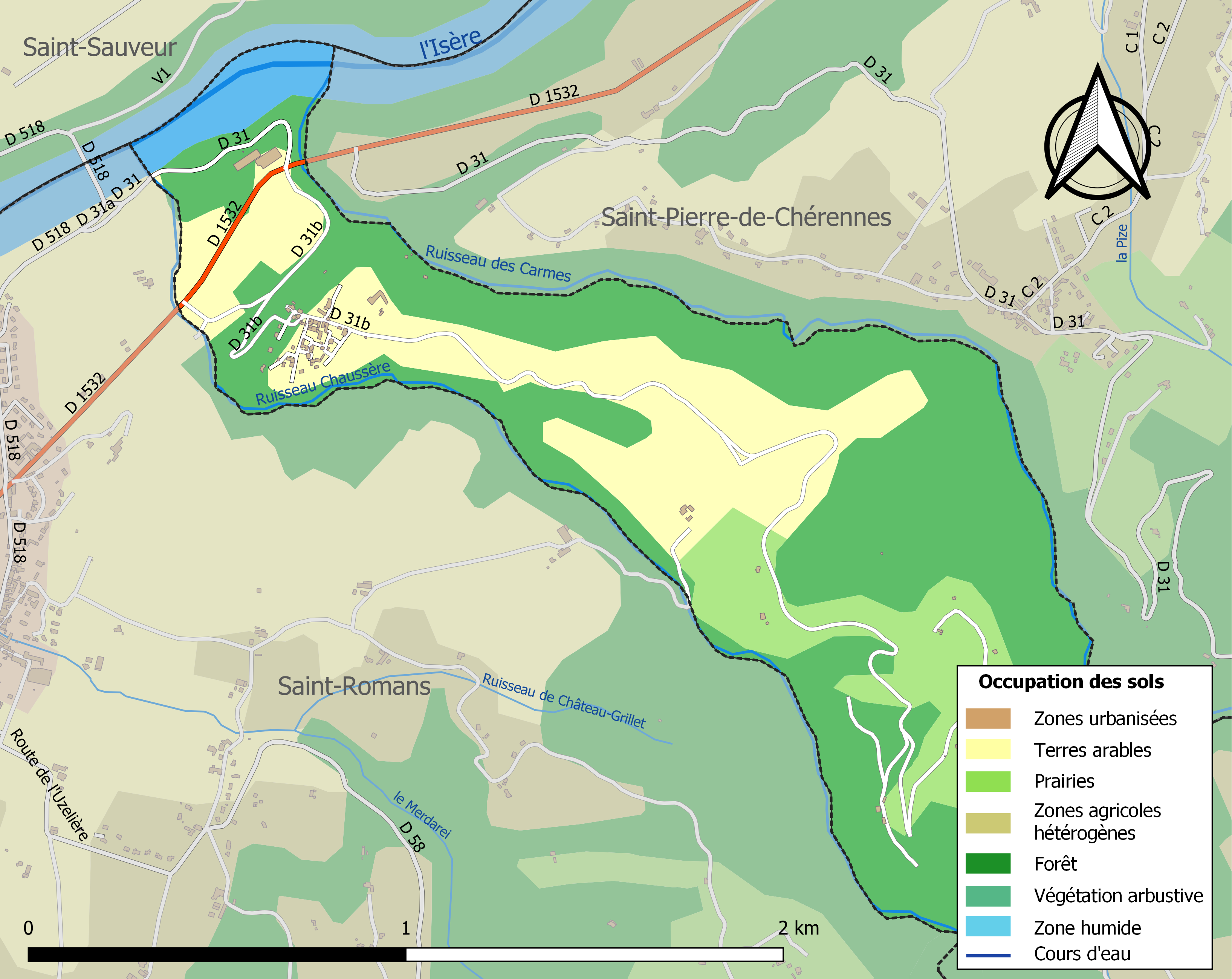
Carte des infrastructures et de l'occupation des sols de la commune en 2018 (CLC).

### Risques naturels et technologiques

#### Risques sismiques
L'ensemble du territoire de la commune de Beauvoir-en-Royans est situé en zone de sismicité n°4 (sur une échelle de 1 à 5), comme la plupart des communes de son secteur géographique, mais en lisère de la zone n°3.
| Type de zone | Niveau            | Définitions (bâtiment à risque normal) |
| ------------ | ----------------- | -------------------------------------- |
| Zone 4       | Sismicité moyenne | accélération = 1,6 m/s2                |

## Toponymie
Forteresse ou village beau à voir, disposant d'une belle vue[réf. nécessaire].

## Histoire

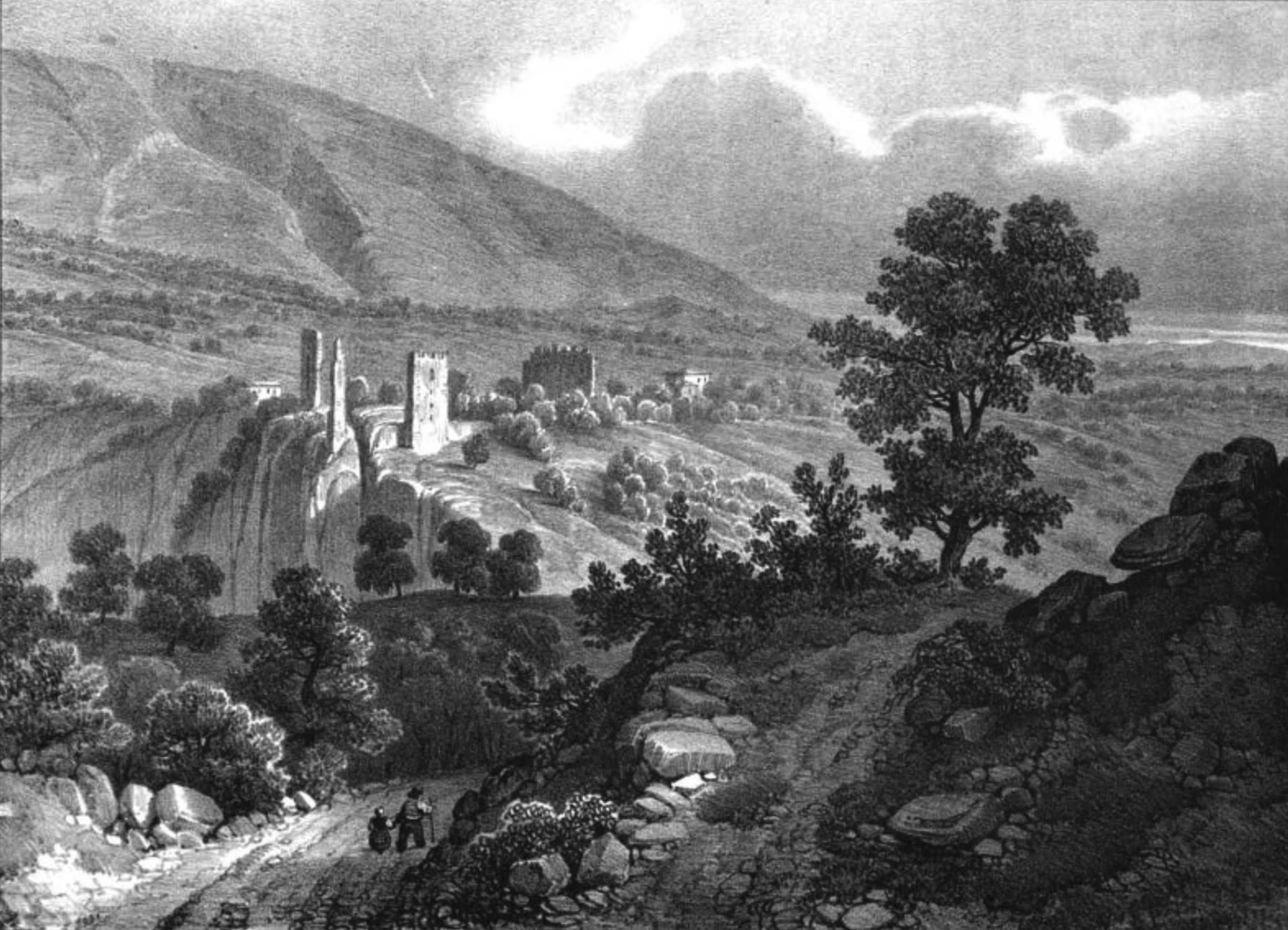
Ruines du château de Beauvoir au XIXe siècle.

Le château de Beauvoir fut construit par Humbert II, dernier Dauphin du Viennois. Jeune souverain, rêvant à la cour de Naples où régnait avec éclat son oncle Robert de Sicile, il se fait construire le « Versailles » des Dauphins. Pour plaire à sa douce Béatrice de Hongrie, il choisit la plus belle vue d'où le nom de « Beauvoir », situé au pied des falaises calcaires du massif du Vercors, entre Grenoble et Valence. Un château composé de 1 000 fenêtres où vivaient tumultueusement plus de 2 000 personnes.
Humbert II, qui n'hésitait pas à se prétendre roi, y vécut une vie si dépravée qu'à l'heure de sa ruine, il revêtira l'aube de bure des dominicains. Devenu frère « Ymbert », il obtint par brigue, du roi de France, l'évêché de Paris, mais mourut en 1355 en allant quérir l'agrément du pape pour recevoir sa mitre.
Les Romains avaient déjà remarqué cette position haute qui domine la vallée de l'Isère, et y avaient construit un camp fortifié. Guigues VII, comte d'Albon, prince souverain du Viennois dont la dynastie portait depuis 1110 le surnom de Dauphin, s'approprie cette terre en 1251, lors d'un échange de fiefs avec Raymond de Béranger, seigneur de Royans, et en fait une de ses résidences préférées. Le château est habité régulièrement jusqu'en 1349, date à laquelle le dernier Dauphin cède le Dauphiné à la France. En 1561, nouvelle époque, le baron des Adrets s'y installe, et y torture ses adversaires durant les Guerres de religion. Pris, repris et dégradé par les armées catholiques et protestantes, Beauvoir tombera progressivement en ruine.
Certaines familles y ont marqué l’histoire de leur empreinte comme la grande famille des « Robert » (hommes d’armes) qui est originaire de Beauvoir, où elle a trouvé ses lettres de noblesse.
Ces Robert permettaient aux seigneurs du château de développer toute une région : l’ainé possédait la terre, le second était régisseur ou chevalier, le troisième religieux, et les autres se mariaient avec des filles de biens souvent pour faire commerce (lire les chroniques de l'abbé Fillet, ou mieux, si vous lisez l’ancien «françois» de langue d’oc, les archives de l’Isère aux archives du Dauphiné ; lire encore La petite histoire de Pont en Royans de Sylviane Chaussamy).
C'est à Beauvoir que fut signé le 29 mai 1343 la charte qui faisait perdurer dans le droit écrit l'ancien statut coutumier des Escartons du Briançonnais.

## Politique et administration

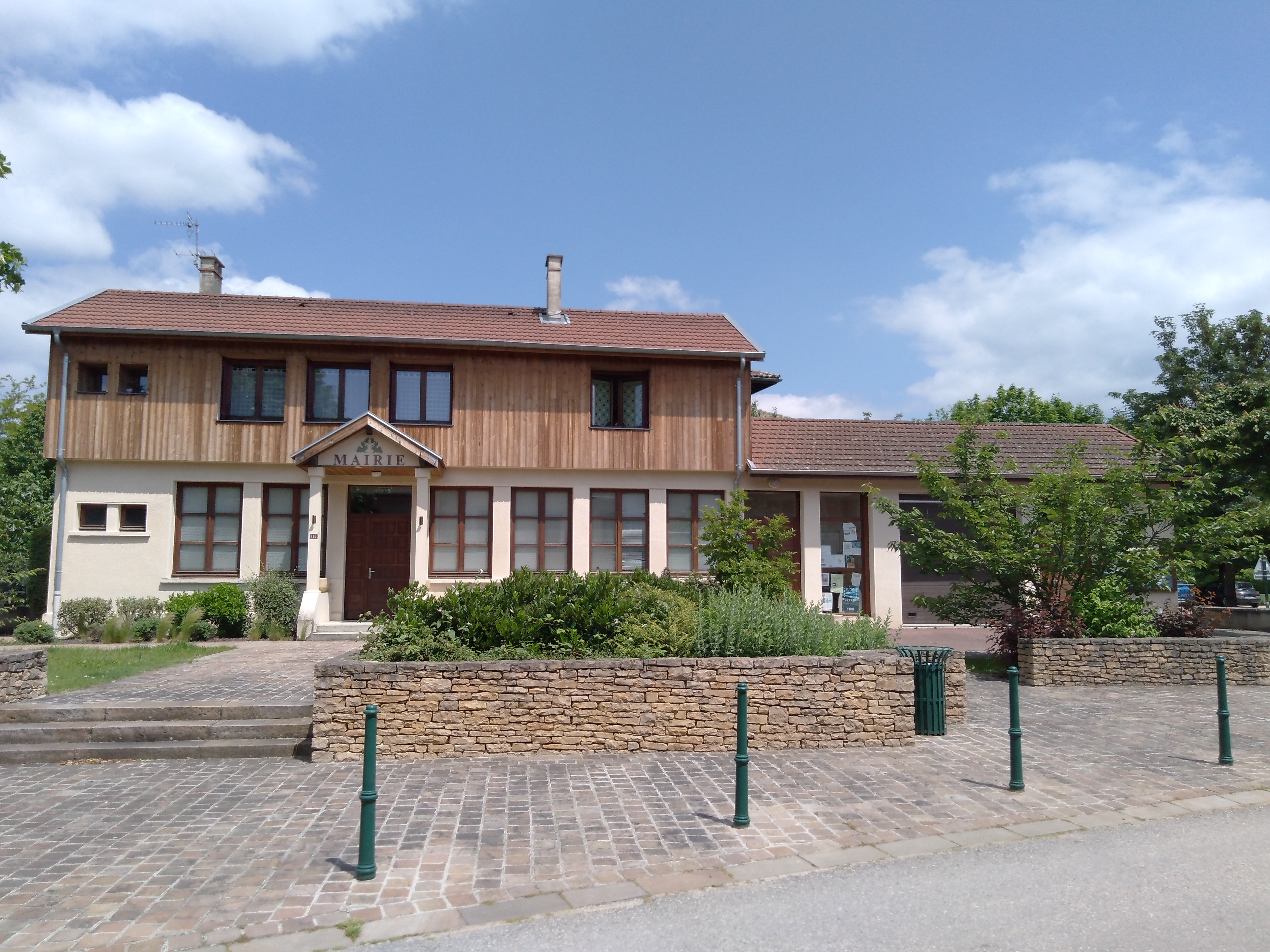
Hôtel de ville de Beauvoir-en-Royans

### Administration municipale
Commune peuplée de moins de 100 habitants, le conseil municipal de Beauvoir-en-Royans est donc composé de sept membres.

### Liste des maires
| Période                                  | Période  | Identité         | Étiquette | Qualité                     |
| ---------------------------------------- | -------- | ---------------- | --------- | --------------------------- |
| mars 2001                                | 2020     | Jacques Bourgeat | DVD       | Commerçant[réf. nécessaire] |
| 2020                                     | En cours | Natacha Petter   |           |                             |
| Les données manquantes sont à compléter. |          |                  |           |                             |

## Population et société

### Démographie
L'évolution du nombre d'habitants est connue à travers les recensements de la population effectués dans la commune depuis 1793. Pour les communes de moins de 10 000 habitants, une enquête de recensement portant sur toute la population est réalisée tous les cinq ans, les populations de référence des années intermédiaires étant quant à elles estimées par interpolation ou extrapolation. Pour la commune, le premier recensement exhaustif entrant dans le cadre du nouveau dispositif a été réalisé en 2006.

En 2022, la commune comptait 96 habitants, en évolution de +5,49 % par rapport à 2016 (Isère : +3,07 %, France hors Mayotte : +2,11 %).
| 1793 | 1800 | 1806 | 1821 | 1831 | 1836 | 1841 | 1846 | 1851 |
| ---- | ---- | ---- | ---- | ---- | ---- | ---- | ---- | ---- |
| 242  | 162  | 237  | 163  | 174  | 197  | 174  | 223  | 184  |

| 1856 | 1861 | 1866 | 1872 | 1876 | 1881 | 1886 | 1891 | 1896 |
| ---- | ---- | ---- | ---- | ---- | ---- | ---- | ---- | ---- |
| 192  | 165  | 169  | 185  | 173  | 165  | 170  | 149  | 147  |

| 1901 | 1906 | 1911 | 1921 | 1926 | 1931 | 1936 | 1946 | 1954 |
| ---- | ---- | ---- | ---- | ---- | ---- | ---- | ---- | ---- |
| 145  | 144  | 124  | 114  | 114  | 103  | 103  | 108  | 130  |

| 1962 | 1968 | 1975 | 1982 | 1990 | 1999 | 2006 | 2011 | 2016 |
| ---- | ---- | ---- | ---- | ---- | ---- | ---- | ---- | ---- |
| 74   | 63   | 43   | 66   | 59   | 70   | 73   | 77   | 91   |

| 2021 | 2022 | - | - | - | - | - | - | - |
| ---- | ---- | - | - | - | - | - | - | - |
| 96   | 96   | - | - | - | - | - | - | - |

### Enseignement
La commune est rattachée à l'académie de Grenoble.

### Médias
Historiquement, le quotidien à grand tirage Le Dauphiné libéré consacre, chaque jour, y compris le dimanche, dans son édition du Sud Grésivaudan, un ou plusieurs articles à l'actualité du canton et de la communauté de communes, ainsi que des informations sur les éventuelles manifestations, les travaux routiers, et autres événements divers à caractère local.

### Cultes
La communauté catholique et l'église de Beauvoir-en-Royans (propriété de la commune) sont rattachées à la paroisse Saint Luc du Sud Grésivaudan, elle-même rattachée au diocèse de Grenoble-Vienne.

## Culture locale et patrimoine

### Lieux et monuments
- Église Saint-Jean-Baptiste.

#### Château de Beauvoir
Le château delphinal construit au XIIIe siècle est démantelé sous Louis XI en 1476. Les ruines du château de Beauvoir font l'objet d'un classement au titre des monuments historiques par arrêté du 1er septembre 1922.

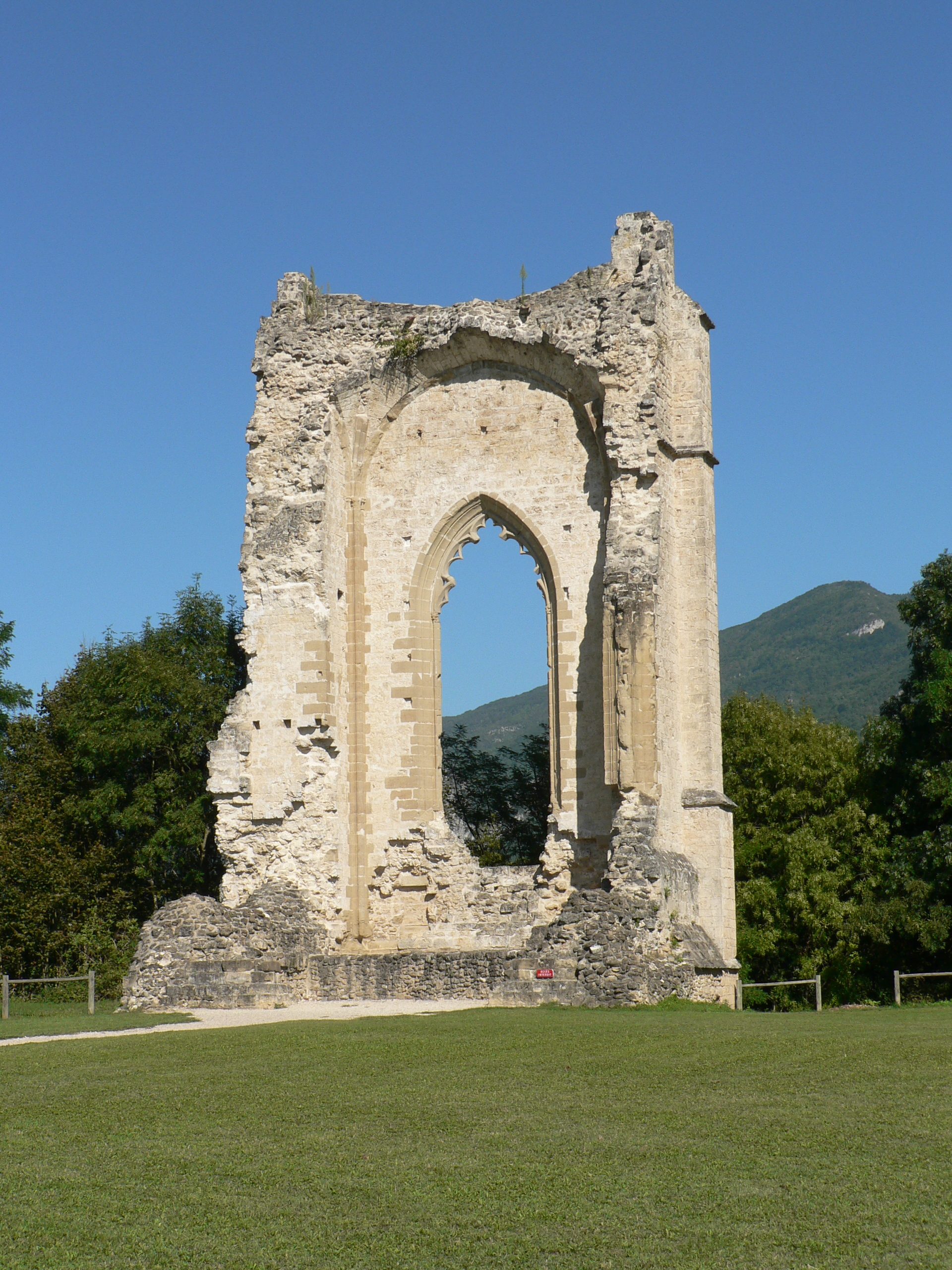
Château de Beauvoir - La grande chapelle.
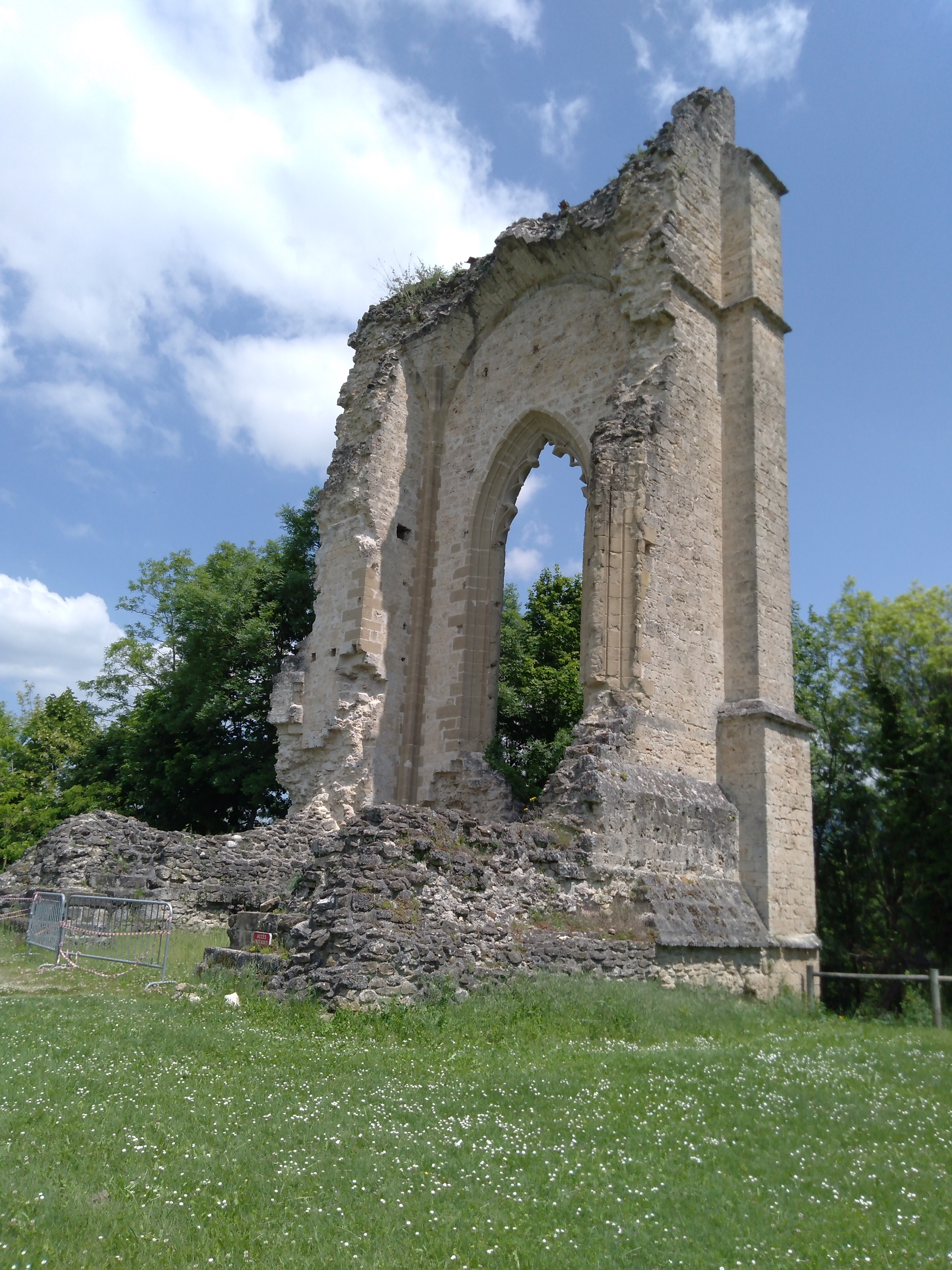
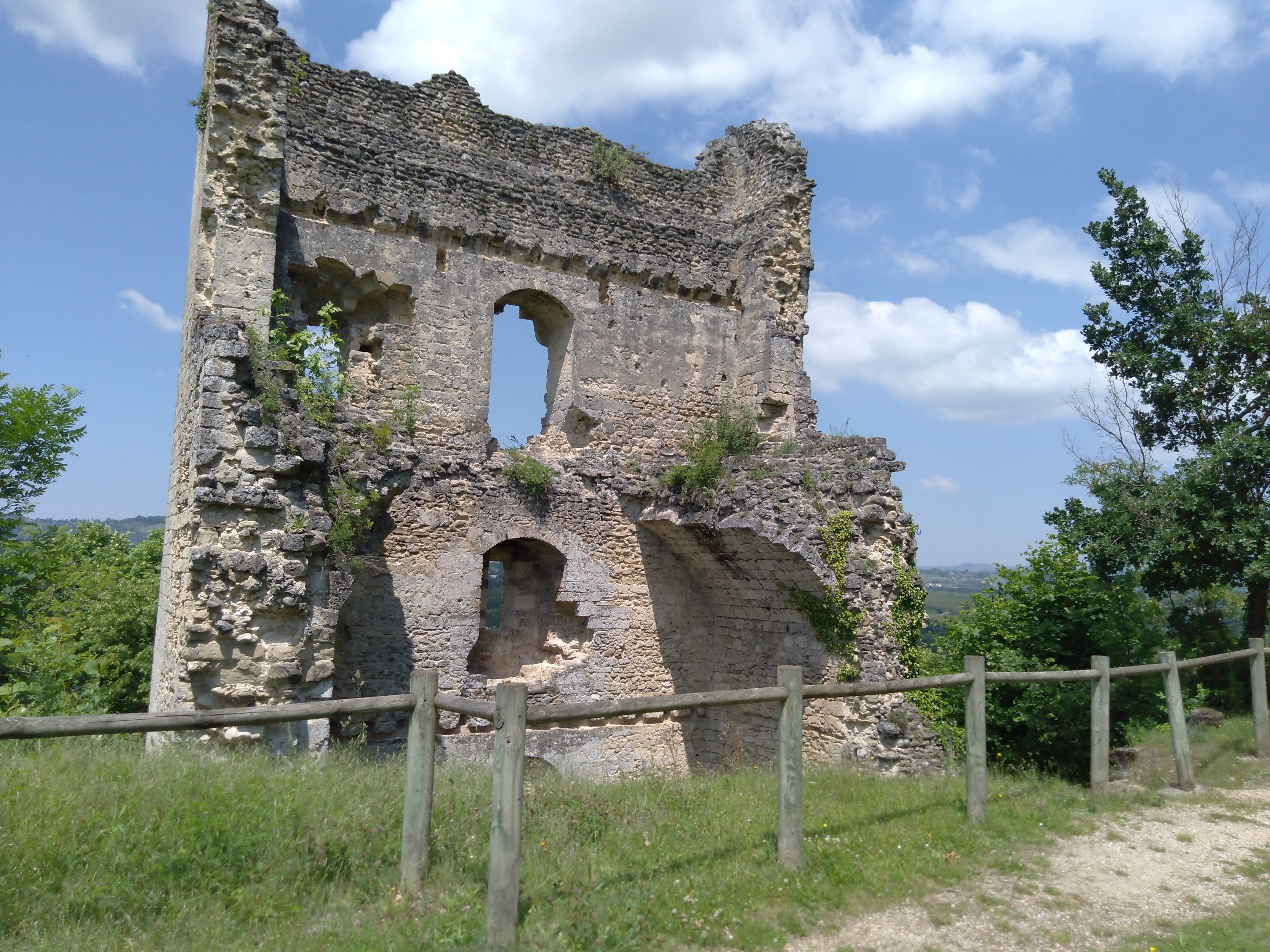
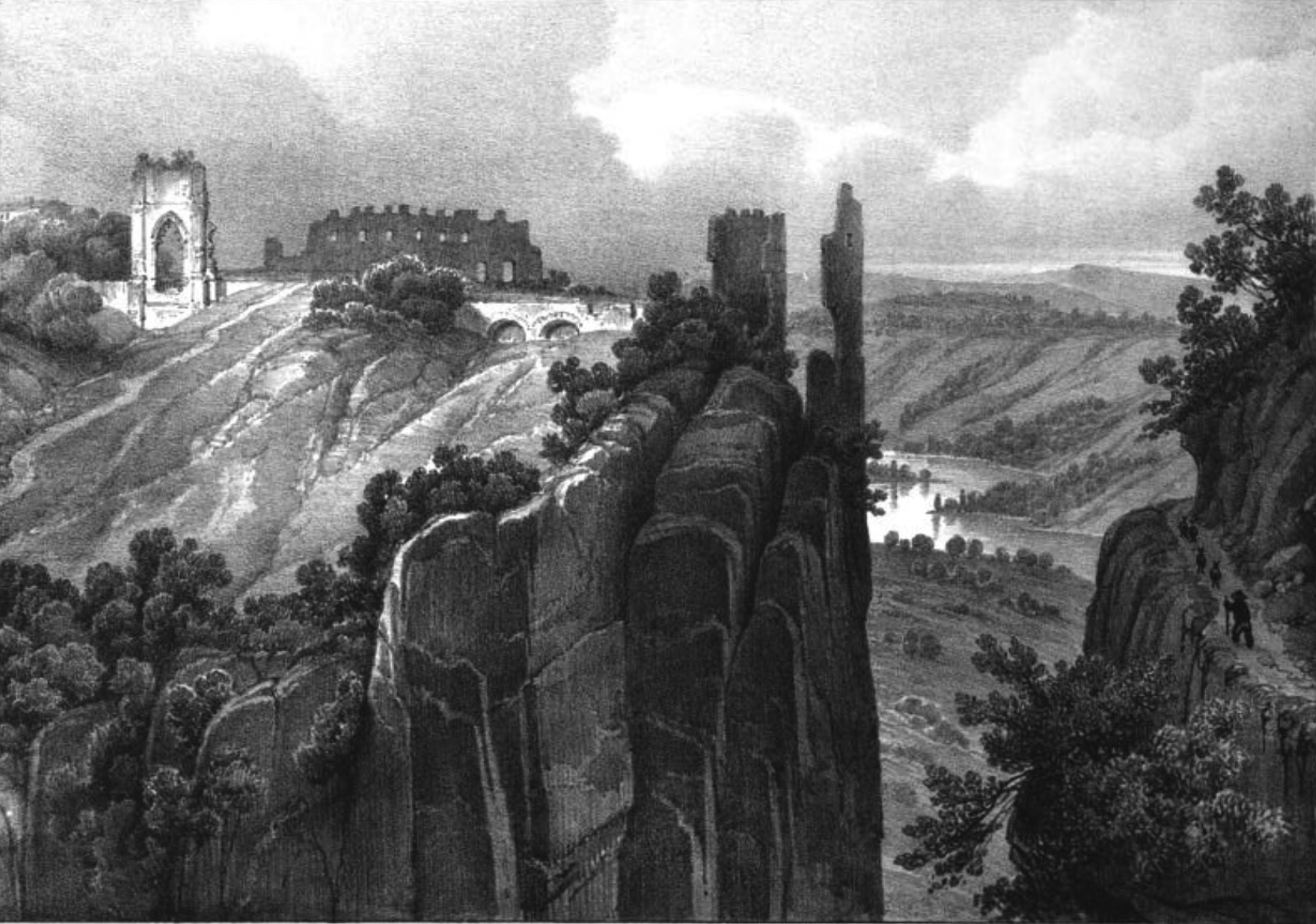
Vue générale des ruines de Beauvoir.

#### Couvent des Carmes
Humbert II fait construire le couvent des Carmes en 1343 à proximité du château de Beauvoir où il réside fréquemment. En 1349, il cède le Dauphiné à la France, petit à petit le château tombe en ruine. Le couvent, lui, traverse les siècles, devient une ferme au XVIIIe siècle.
Restauré en 2009 par la Communauté de communes de la Bourne à l'Isère, il abrite le « Musée de la flore du Vercors » et le « Musée des Dauphins ». Les salles du bâtiment peuvent être utilisées pour des concerts, des expositions, voire louées pour des séminaires ou événements privés.

#### Château de Champeverse
Vestiges du château de Champeverse, du Xe ou XIe siècle, qui occupait le sommet de l'éperon rocheux de Châteauvieux.

### Patrimoine culturel
- Musée des Dauphins, au couvent des Carmes.
- Musée de la flore du Vercors, au couvent des Carmes.

### Patrimoine gastronomique

#### La raviole du Dauphiné

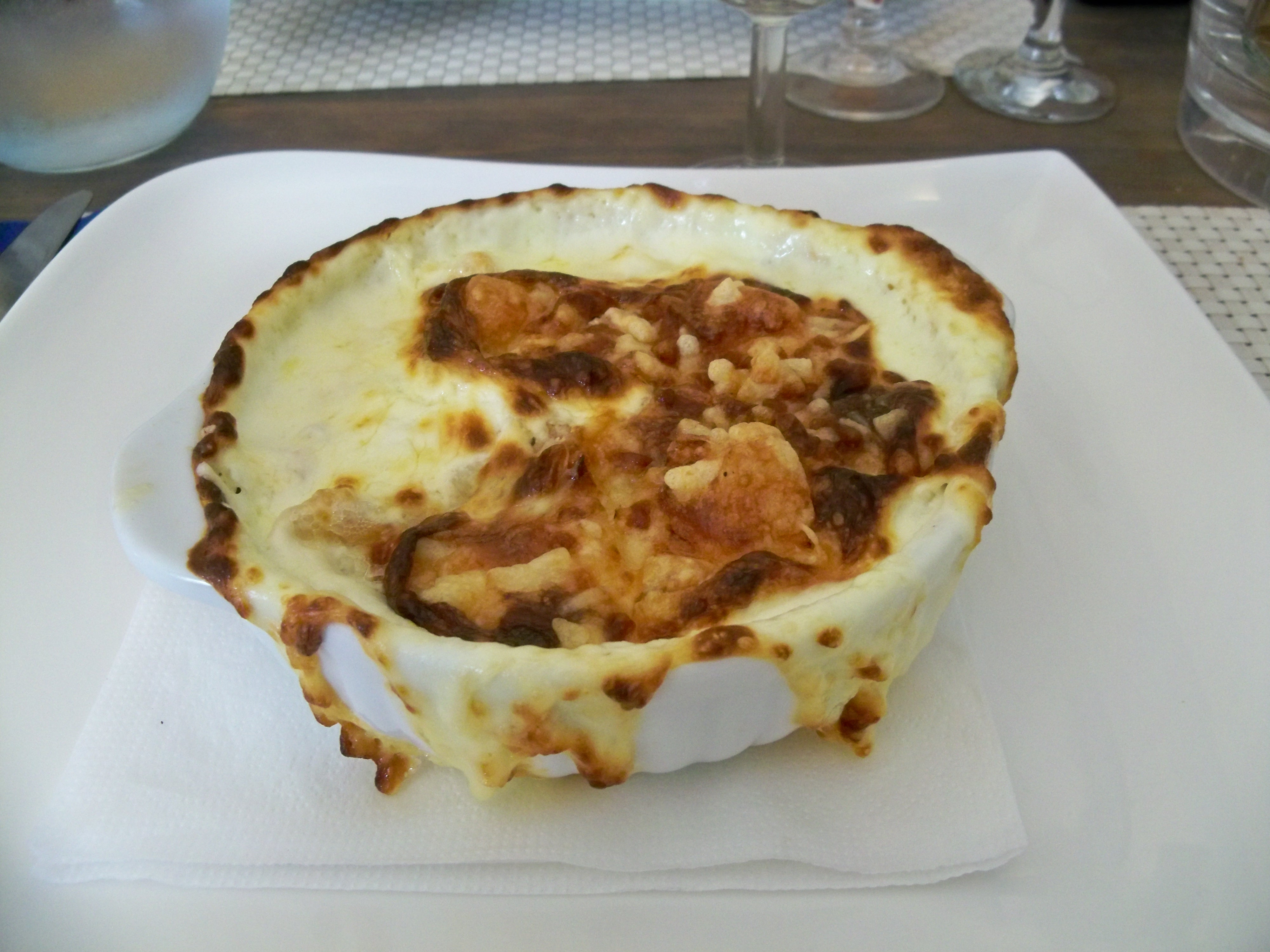
Gratin de ravioles

La raviole du Dauphiné est une spécialité gastronomique commune au pays de Romans et au Royans. La raviole est composée d'une pâte de farine de blé tendre, d’œuf et d’eau qui entoure une farce à base de comté AOC ou d'emmental français est-central de fromage blanc au lait de vache et de persil revenu au beurre.
Les ravioles peuvent se déguster pochées à l'eau ou dans un bouillon de poule, grillées à la poêle, en gratin ou en salade.

### Héraldique
|  | Beauvoir-en-Royans possède des armoiries dont l'origine et le blasonnement exact ne sont pas disponibles. |